# Теория заимствования
Теория заимствования (миграционная теория, индианизм, теория бродячих сюжетов, нем. Indische Theorie, англ. Indianist theory, theory of migration, theory of borrowing) — теория в фольклористике и литературоведении, объясняющая сходство фольклорных сюжетов (преимущественно сказочных) их происхождением из одного общего источника и последующей миграцией. Такие мигрирующие сюжеты сторонники теории называли бродячими. Первоначально её сторонники все сюжеты возводили к «Панчатантре», отсюда название «индианизм».
Теория заимствований пришла на смену «мифологической школе», объяснявшей происхождение европейского фольклора из общеиндоевропейских истоков. В свою очередь «индианизм» уступил место «антропологической теории» или «теории полигенеза» Эдуарда Тайлора.

## Предыстория
Догадки об индийском происхождении сказочных сюжетов делались ещё в XVIII веке (например, графом Кейлюсом), но на относительно научную основу их поставил Сильвестр де Саси, более или менее точно установивший последовательность распространения «Панчатантры» в литературах Азии. Его ученик Луазелёр-Делоншан определил пути проникновения ближневосточных обработок «Панчатантры» в литературы средневековой Европы.
В классическом труде Джона Данлопа «История повествовательной литературы» (1814) литературные памятники впервые поставлены во взаимную связь и зависимость в широких, международных масштабах. Этот труд был переведён на немецкий язык Ф. Либрехтом (впоследствии одним из видных представителей индианизма) с большим количеством дополнений (1851).
В России предшественником теории заимствований был А. Н. Пыпин, доказавший восточное происхождение многих анонимных средневековых русских повестей.

## Бенфей
Основоположником теории заимствований в рамках сравнительной мифологии и сравнительного литературоведения стал Теодор Бенфей. В 1859 году вышел его двухтомный перевод «Панчатантры», первый том которого целиком занимает введение, содержащее мысль о том, что родиной сказок является Индия. За этими выводами стоял огромный привлечённый им историко-литературный материал. Бенфей показывает, как индийские произведения проникли в пределы Западной Азии, далее — в Африку, причём не только в Северную Африку, но и в Сенегал, к племенам туарегов, банту, к бечуанам и готтентотам.
Передаточными пунктами при переходе восточных сказаний в Европу были Византия, Италия и — через Африку — Испания. В более раннюю эпоху и в более обширных размерах индийские произведения распространялись к северу и востоку от Индии, перешли в Сиам. С буддийской литературой они начиная с I века н. э. проникали в Китай и Тибет. За пределами Тибета индийские сюжеты попадали к монголам. Монголы передавали сказочный материал русским, в свою очередь сообщавшим его литовцам, сербам и чехам.
Обнаруживая индийские корни европейских сказок, Бенфей утверждает их буддийское происхождение.

## Предмет исследования
Бродячие сюжеты — это повторяющиеся повествовательные схемы, мотивы или образы, которые встречаются в фольклоре и литературе самых разных, часто неродственных, народов и культур — преимущественно на разных концах Великого шёлкового пути в Евразии. Сторонники школы заимствования указывали, например, что древнерусская повесть о Варлааме и Иосафате воспроизводит до мелочей историю Гаутамы-Будды.
Представители школы заимствования объясняли сходство сюжетов тем, что они передавались из одной культуры в другую через торговые пути, завоевания, переселения народов, а позже — особенно активно — через письменные источники (книги, рукописи, религиозные тексты). Так, например, индийские сказки могли повлиять на арабские, а те, в свою очередь, — на европейские.